# Petr Knakal
Petr Knakal (* 1. února 1983, Plzeň) je český fotbalový obránce, účastník Mistrovství světa ve fotbale hráčů do 20 let 2003 v Spojených arabských emirátech. Od roku 2011 působí v maďarském klubu Egri FC.

## Klubová kariéra
Odchovanec plzeňské kopané, který v létě 2008 přestoupil do týmu Baníku Sokolov. Působil zde dvě a půl sezóny, kdy přestoupil do Sezimova Ústí. Vydržel zde pouze půl roku, do konce sezóny, poté přestoupil do týmu nováčka druhé maďarské ligy Egri FC.

## Reprezentační kariéra
Nastupoval za českou reprezentaci do 20 let, celkem odehrál 7 zápasů (2 výhry, 2 remízy, 3 prohry), gól nevstřelil. Reprezentoval ČR na Mistrovství světa hráčů do 20 let 2003 ve Spojených arabských emirátech, kde český tým po remízách 1:1 s Austrálií a s Brazílií a porážce 0:1 s Kanadou obsadil nepostupové čtvrté místo v základní skupině C. Petr absolvoval všechny tři zápasy v základní sestavě.